# Stazione meteorologica di Brusson
La stazione meteorologica di Brusson è la stazione meteorologica di riferimento per la località di Brusson. È possibile vedere i dati registrati con cadenza oraria relativi a questa stazione e alle altre presenti sul territorio regionale presso la pagina riferita ai dati meteo della Valle d'Aosta.

## Coordinate geografiche
La stazione meteorologica è situata nell'Italia nord-occidentale, in Valle d'Aosta, nel comune di Brusson, a 1.338 metri s.l.m. e alle coordinate geografiche 45°28′N 7°26′E.

## Dati climatologici
Secondo i dati medi del trentennio 1961-1990, la temperatura media del mese più freddo, gennaio, si attesta a -4,3 °C, mentre quella del mese più caldo, luglio, è di 16,7 °C.
| Brusson            | Mesi | Mesi | Mesi | Mesi | Mesi | Mesi | Mesi | Mesi | Mesi | Mesi | Mesi | Mesi | Stagioni | Stagioni | Stagioni | Stagioni | Anno |
| Brusson            | Gen  | Feb  | Mar  | Apr  | Mag  | Giu  | Lug  | Ago  | Set  | Ott  | Nov  | Dic  | Inv      | Pri      | Est      | Aut      | Anno |
| ------------------ | ---- | ---- | ---- | ---- | ---- | ---- | ---- | ---- | ---- | ---- | ---- | ---- | -------- | -------- | -------- | -------- | ---- |
| T. max. media (°C) | −1,1 | 1,9  | 6,4  | 10,8 | 15,7 | 19,4 | 22,2 | 20,7 | 17,1 | 10,3 | 3,5  | −0,1 | 0,2      | 11,0     | 20,8     | 10,3     | 10,6 |
| T. min. media (°C) | −7,4 | −6,0 | −2,6 | 1,7  | 6,0  | 9,4  | 11,2 | 10,2 | 7,9  | 2,7  | −2,2 | −5,5 | −6,3     | 1,7      | 10,3     | 2,8      | 2,1  |